# Hotărani (okręg Mehedinți)
Hotărani – wieś w Rumunii, w okręgu Mehedinți, w gminie Vânjuleț. W 2011 roku liczyła 320 mieszkańców.